# Notopleura capitata
Notopleura capitata är en måreväxtart som beskrevs av Charlotte M. Taylor. Notopleura capitata ingår i släktet Notopleura och familjen måreväxter. Inga underarter finns listade i Catalogue of Life.